# The Voice Kids Belgique
The Voice Kids Belgique is een Belgisch muzikaal televisieprogramma uitgezonden op La Une. Het eerste seizoen startte op 7 januari 2020. De show is een variatie op The Voice en de kinderversie van The Voice Belgique waar kandidaten tussen de 8 en 14 jaar kunnen deelnemen.

## Jury
De juryleden van seizoen 1, dat vanaf 7 januari 2020 werd uitgezonden, waren Matthew Irons, Slimane en Vitaa. Het seizoen duurde tot en met 25 februari 2020 en werd gewonnen door Océane, gecoacht door Slimane. Voor seizoen 2 keert enkel Matthew Irons terug. Slimane en Vitaa worden vervangen door Alice on the Roof, Typh Barrow en Black M.

## Overzicht
- Fase 1: Blind Auditions
- Fase 2: Battles en Sing-Offs (seizoen 1)
- Fase 3: K.O. (vanaf seizoen 2)
- Fase 4: Halve Finale (vanaf seizoen 2)
- Fase 5: Finale

| Seizoen | Zender | Startdatum        | Einddatum        | Winnaar | Winnende coach | Presentatie    | Presentatie   | Coaches | Coaches | Coaches | Coaches       |
| ------- | ------ | ----------------- | ---------------- | ------- | -------------- | -------------- | ------------- | ------- | ------- | ------- | ------------- |
| 1       | La Une | 7 januari 2020    | 25 februari 2020 | Océana  | Slimane        | Maureen Louys  | Prezy         | Matthew | Vitaa   | Slimane | Geen 4e coach |
| 2       | La Une | 19 september 2023 | 7 november 2023  | Elena   | Black M        | Maureen Louys  | Luana Fontana | Matthew | Alice   | Black M | Typh Barrow   |
| 3       | La Une | 2025              | 2025             |         |                | Fanny Jandrain | Robin Soysa   | Matthew | Alice   | Joseph  | Typh Barrow   |